# الرابطة العالمية لمنظمات الكيك بوكسينغ
الرابطة العالمية لمنظمات الكيك بوكسينغ (بالإنجليزية: World Association of Kickboxing Organizations)‏ هي منظمة دولية للكيك بوكسينغ تضم أكثر من 120 دولة تابعة تمثل جميع القارات الخمس.